# Ведьмак: Происхождение
«Ведьма́к: Происхожде́ние» (англ. The Witcher: Blood Origin) — телевизионный мини-сериал в жанре фэнтези от Netflix, приквел сериала «Ведьмак». Его премьера состоялась 25 декабря 2022 года. Шоу раскритиковали за проблемы со сценарием и актёрской игрой.

## Сюжет
Действие сериала происходит в мире, описанном польским фантастом Анджеем Сапковским, за 1200 лет до эпохи Геральта. Речь идёт об эпохе Сопряжения сфер, когда в мире появились чудовища, люди и ведьмаки.

## В ролях
Главные роли
- София Браун — Эйле / Жаворонок
- Лоуренс О’Фуаран — Фьялл
- Миррен Мак — Мервин
- Ленни Генри — Балор
- Джейкоб Коллинс-Леви — Эредин
- Джои Бэти — бард Лютик
- Зак Уайат — Синдрил
- Лиззи Аннис — Закаре
- Хью Новелли — Каллан / Брат Смерти
- Франческа Миллс — Мельдоф
- Эми Мюррей — Фенрик
- Минни Драйвер — Шончай
- Мишель Йео — Скиана
- Дилан Моран — Утрок «Одно Яйцо»

Второстепенные роли
- Натаниэль Кертис — Брайан
- Сэмюэл Бленкин — Аваллак’х
- Элла Шрей-Йейтс — Итлина
- Хифту Квасем — Лайт
- Керри Куинн — Эвеньен

## Производство
В июле 2020 года Netflix объявил о начале работы над приквелом телесериала «Ведьмак» — мини-сериалом «Ведьмак: Происхождение», включающим шесть эпизодов. Шоураннером проекта стал Деклан де Барра. 19 сентября 2020 года было объявлено, что работа над проектом официально началась. В этот день появился список сценаристов: Кирстен ван Хорн, Аарон Стюарт-Ан, Алекс Минихан, Таня Лотия, Пуйя Гупта, Таша Хо, Трой Дэнджерфилд. Кроме того, в работе над сериалом участвовали Анджей Сапковский и шоураннер «Ведьмака» Лорен Шмидт Хиссрич.
В январе 2021 года к проекту присоединилась актриса Джоди Тёрнер-Смит, которая должна была сыграть воительницу Эйле, в марте — ирландский актёр Лоуренс О’Фуарайн, получивший роль Фьялла. В апреле Тёрнер-Смит покинула проект из-за конфликта в расписании, связанного с задержкой съёмок. В июле 2021 года к касту присоединились Мишель Йео (она сыграла эльфийку Скиану) и София Браун, заменившая Тёрнер-Смит.
29 июля 2021 года Деклан де Барра объявил о начале съемок, которые прошли в Исландии. Премьера сериала состоялась 25 декабря 2022 года.

## Оценки
На сайте-агрегаторе отзывов Rotten Tomatoes шоу получило рейтинг 5,2/10. Критики с этого сайта признали, что у «Происхождения» «есть что-то общее в ДНК предков с „Ведьмаком“», но нет ничего из того, что сделало первый сериал запоминающимся. На Metacritic сериал получил только 4,5 баллов из 10.
Критики невысоко оценили сериал. Дэвид Гриффин, рецензировавший «Происхождение» для IGN, похвалил его за спецэффекты, экшн-сцены и «привлекательную банду неудачников» в качестве главных героев, но отметил, что злодеи здесь малоинтересны. Зоша Миллман (Polygon) раскритиковала сериал за отсутствие понимания того, что делает вселенную «Ведьмака» уникальной. Эндрю Уэбстер (The Verge) констатировал, что без Геральта или другого запоминающегося персонажа сериал не смог выделиться на общем фоне. Тереза Лаксон (The Collider) написала в рецензии о «небрежных сюжетных линиях» и «половинчатости» в раскрытии персонажей. Даррен Муни (The Escapist) назвал сериал «кровавым месивом» и «впечатляющей осечкой», персонажей признал неинтересными, а ухищрения авторов неуклюжими и неэффективными. Вики Джессоп из London Evening Standard призналась, что ей было «трудно чувствовать себя причастной к судьбам персонажей». Дэвид Опи (Digital Spy) раскритиковал игру актёров, из-за которой персонажи остались «удручающе ограниченными».